# Вівчарик чагарниковий
Вівча́рик чагарниковий (Phylloscopus nesophilus) — вид горобцеподібних птахів родини вівчарикових (Phylloscopidae). Ендемік Індонезії. Чагарниковий вівчарик раніше вважався конспецифічним з целебеським вівчариком, однак був визнаний окремим видом в 2021 році.

## Поширення і екологія
Чагарникові вівчарики є ендеміками острова Сулавесі. Вони живуть у вологих гірських тропічних лісах.